# Пенгіран Анак Сара
Пенгіран Анак Сара (повне ім'я Пенгіран Анак Істері Пеггіран Анак Сара, джаві. ڤڠيرن انق استري ڤڠيرن انق ساراه, нар. 9 квітня 1987, Бандар-Сері-Бегаван, Бруней) — принцеса Брунею, дружина спадкоємного принца Аль-Мухтаді Білли Болкіаха. Як дочка далекого родича королівської сім'ї, вона розглядалася як простолюдинка. У 17 років вона стала дружиною кронпринца. У шлюбі народила троє дітей.

## Молодість
Ім'я при народженні Даянгку Сара бінті Пенгіран Салех. Народилася у лікарні Раджа Істері Пенгіран Анак Салеха в Бандар-Сері-Бегавані. Була третьою дитиною і єдиною дочкою Пенгірана Саллеха Абдула Рахамана Пенгірана Даміта та Даянг Рінаваті Абдуллах (до шлюбу Сюзан Аебі). Її батько (народився 1 червня 1950) є далеким представником королівської сім'ї; працював головним лаборантом у Відділі служб з водних ресурсів в Департаменті громадських робіт. Її мати (народилася 3 березня 1954 року в місті Фрібур, Швейцарія) — медсестра, яка працювала у лікарні Раджа Істері Пенгіран Анак Салеха. Її батьки познайомились у 1970-тих роках у Великій Британії під час навчання. У неї є два старших брати — Авангку Ірван та Авангку Адріан.
Пенгіран Анак Сара навчалася у школі Святого Андрія у 1993—1998 роках. Згодом вступила до Paduka Seri Begawan Sultan Science College, який закінчила у 2003 році. Її чоловік, Аль-Мухтаді Білла, також є випускником обох навчальних закладів. Вона продовжувала свою довузівську освіту в тому ж коледжі.
Пенгіран Анак Сара захоплюється музикою, класичним та сучасним театром.

## Шлюб і діти
9 вересня 2004 року, ще навчаючись у коледжі, 17-річна Пенгіран стала дружиною 30-річного Аль-Мухтаді Білла, наслідного принца, у палаці Істана Нурул Іман. В церемонії, що отримала назву «Азійське весілля року», взяли участь високопоставлені особи, включаючи членів іноземних королівських сімей і глав урядів. Після церемонії королівське подружжя проїхалось у золотому кабріолеті Rolls-Royce через місто Бандар-Сері-Бегаван, де на вулицях їх вітав натовп громадян.
17 березня 2007 року Пенгіран Анак Сара народила першу дитину і майбутнього спадкоємця, Пенгірана Муду Абдула Мунтакіма. Дочку, Пенгіран Анак Муніра Мадхул, народила 2 січня 2011 року. Другий син Мухаммад Айман народився 7 червня 2015 року.

## Принцеса
Вступила до університету Бруней-Даруссалам, який закінчила з відзнакою першого класу в жовтні 2010 року, отримавши диплом бакалавра мистецтв в галузі державної політики та управління. Вона пройшла університетські армійські курси і була кращою бомбардиркою університетської команди з нетболу.

## Нагороди
Вона була нагороджена:
 Національні відзнаки
- Кавалер Ордену Королівської сім'ї Брунею 1 ступеня (15 липня 2005 року).[9]

Іноземні відзнаки
- Спеціальна Велика зірка Вищого ордену Відродження (Йорданія, 13 травня 2008 року)
- Великий хрест Ордену Корони (Нідерланди, 21 січня 2013)[10]